# Antíoc Filomètor
Antíoc Filomètor (en grec antic Ἀντίοχος Φιλομήτωρ) va ser un metge o farmacèutic del segle ii aC.
Va confeccionar un antídot contra les picades de serp verinosa, remei que es conserva en un breu poema elegíac grec. Galè el menciona en un dels seus treballs, però no se'n sap res de l'autor. Segons Plini el vell, ni aquest poema ni l'antídot no eren obra de cap metge, sinó que els relaciona amb una triaga que Antíoc el gran, rei de l'Imperi Selèucida, tenia el costum d'usar, i que va dedicar en vers a Asclepi.